# 壯美異胎䲁
壯美異胎䲁（學名：Heteroclinus perspicillatus），為輻鰭魚綱䲁形目胎䲁科異胎䲁屬的一個種，分布於東印度洋澳洲東南部海域，深度可達10公分，本魚體延長且側扁，體灰色至灰綠色，身體兩側有大約7條斷裂的條紋，延伸至背鰭和臀鰭，第一背鰭下方有一個大黑點，從眼睛到上頜後部有一條深色條紋，背鰭硬棘34-37枚、背鰭軟條3-5枚、臀鰭硬棘2枚、臀鰭軟條22-26枚，體長可達20公分，棲息在淺海海藻生長的礁石區，雌魚產附著性卵，雄魚會守護卵，幼魚為浮游性，生活習性不明。